# Larfleeze
Pour les articles homonymes, voir Agent orange (homonymie).
Larfleeze, également Agent Orange (il s'agit d'un surnom, son vrai nom est inconnu), est un personnage, tantôt mauvais, tantôt bon, appartenant à l'univers de fiction de DC Comics. Il est apparu pour la première fois dans DC Universe n°0 (avril 2008), créé par Geoff Johns et Ethan Van Sciver. Il appartient à la série Green Lantern.
Larfleeze possède la batterie de pouvoir de couleur orange, représentant l'avarice dans le spectre émotionnel. Cela le conduit à être le seul individu réel à avoir un anneau de pouvoir de cette couleur, tandis que toutes ses victimes deviennent des projections immatérielles enfermées dans son anneau. Ses victimes deviennent donc ses esclaves, son armée personnelle, non vivante bien que pouvant agir sur la réalité (comme les projections imaginaires des Green Lantern) et parfois penser de façon autonome. Larfleeze parle de lui à la troisième personne, et il possède également un homme de main personnel qui s'appelle Stargrave, extraterrestre à la peau verte. Ce dernier est contraint de le qualifier de « majestueux » quand il le désigne.
Il est âgé de milliards d'années, et a obtenu la batterie orange en passant un marché avec les gardiens. Il l'a en effet échangée contre une capsule contenant l'entité Parallax.

## Publications
En 2013, DC Comics sort une série en 12 numéros dédié au personnage. Simplement intitulée Larfleeze, la série est écrite par Keith Giffen et dessinée par Scott Kolins.